# Liste der Kulturgüter in Büttikon
Die Liste der Kulturgüter in Büttikon enthält alle Objekte in der Gemeinde Büttikon im Kanton Aargau, die gemäss der Haager Konvention zum Schutz von Kulturgut bei bewaffneten Konflikten, dem Bundesgesetz vom 20. Juni 2014 über den Schutz der Kulturgüter bei bewaffneten Konflikten sowie der Verordnung vom 29. Oktober 2014 über den Schutz der Kulturgüter bei bewaffneten Konflikten unter Schutz stehen.
Objekte der Kategorien A und B sind vollständig in der Liste enthalten, Objekte der Kategorie C fehlen zurzeit (Stand: 1. Januar 2023). Unter übrige Baudenkmäler sind weitere geschützte Objekte zu finden, die in der Bau- und Nutzungsordnung der Gemeinde verzeichnet und nicht bereits in der Liste der Kulturgüter enthalten sind.

## Kulturgüter
| Foto |                                                           | Objekt                                                       | Kat. | Typ | Standort                               | Beschreibung |
| ---- | --------------------------------------------------------- | ------------------------------------------------------------ | ---- | --- | -------------------------------------- | ------------ |
| ja   | Datei hochladen · Wikidata zu Kochhaus (Q19362309)        | Kochhaus KGS-Nr.: 00099                                      | A    | G   | Sarmenstorferstrasse 9 662738 / 241949 |              |
| ja   | Datei hochladen · Wikidata zu Johanneskapelle (Q29575896) | Nikolauskapelle (ehem. Johanneskapelle, 1696) KGS-Nr.: 15330 | B    | G   | Hilfikerstrasse 6 662650 / 242095      |              |

## Übrige Baudenkmäler
| ID  | Foto |                 | Objekt               | Typ | Standort                          | Beschreibung |
| --- | ---- | --------------- | -------------------- | --- | --------------------------------- | ------------ |
| 32  |      | Datei hochladen | Wegkreuz             | K   | Wohlerstrasse                     |              |
| 34  |      | Datei hochladen | Wegkreuz             | K   | Wohlerstrasse                     |              |
| 906 | BW   | Datei hochladen | Bogenbrücke Erusbach | G   | Villmergerstrasse 662616 / 242219 |              |

Legende: Siehe Legende der Liste der Kulturgüter von nationaler und regionaler Bedeutung. Anstelle der KGS-Nummer wird als Objekt-Identifikator (ID) die Inventar- oder Gebäudenummer in der Bau- und Nutzungsordnung der Gemeinde verwendet.